# Dabigatran
Il Dabigatran etexilato è un farmaco anticoagulante appartenente alla nuova categoria degli inibitori diretti della trombina, che fanno parte del gruppo detto: Nuovi anticoagulanti orali (NAO).
Il farmaco, disponibile in Europa dal 2008 e commercializzato dalla Boehringer Ingelheim con il nome di Pradaxa, è approvato dall'EMA per la prevenzione primaria di episodi tromboembolici in pazienti adulti sottoposti a chirurgia sostitutiva elettiva totale dell'anca o del ginocchio. Il 4 agosto 2011 la Commissione Europea dell'EMA ha approvato dabigatran per la prevenzione di ictus e embolia sistemica nei pazienti con fibrillazione atriale non valvolare. Dabigatran aveva già ricevuto l'approvazione come indicazione per la riduzione del rischio di ictus cerebrale nei pazienti affetti da fibrillazione atriale non valvolare da parte di diverse agenzie regolatorie del farmaco, tra cui la Food and Drug Administration degli USA e altre in Canada, Giappone, Corea del Sud, Nuova Zelanda ed Indonesia. Dall'estate 2013 anche l'European Medicines Agency ha approvato la molecola per la medesima indicazione. Il farmaco è preparato sotto forma di capsule contenenti un profarmaco inattivo, il dabigatran etexilato. Dopo somministrazione orale, il dabigatran etexilato è rapidamente assorbito e, mediante idrolisi, viene convertito in dabigatran.

## Farmacodinamica
Dabigatran esercita l'attività anticoagulante come potente inibitore diretto, competitivo, reversibile della trombina ed è il principio attivo che si ritrova nel plasma.
Esso agisce inibendo sia la trombina libera circolante che quella legata al coagulo di fibrina ed è anche in grado di ridurre l'aggregazione piastrinica stimolata dalla trombina.
Per questo motivo è più efficace degli inibitori indiretti della trombina, come ad esempio l'eparina non frazionata, che non può inibire la trombina legata alla fibrina.
L'effetto anticoagulante che si ottiene è meno variabile di quello prodotto dal warfarin e dagli altri antagonisti della vitamina K, pertanto non necessita di monitoraggio periodico del tempo di protrombina né di aggiustamenti posologici. È stato recentemente testato e approvato dall'EMA, un antidoto specifico, l'Idarucizumab a solo uso ospedaliero.
Si rammenta che per il warfarin l'antidoto specifico è la vitamina K il cui effetto è valutabile nelle successive 24/48 ore. Studi sperimentali con concentrati di complesso protrombinico hanno messo in evidenza la possibilità di ridurre notevolmente il tempo necessario per invertire gli effetti degli anticoagulanti orali (l'azione si esplica nell'ordine di alcuni minuti).

## Farmacocinetica
A seguito di somministrazione per via orale, dabigatran etexilato viene assorbito dal tratto gastrointestinale e rapidamente e completamente metabolizzato in dabigatran, la forma attiva dosabile nel plasma. Dabigatran etexilato può quindi essere considerato un profarmaco destinato ad idrolisi in dabigatran, conversione catalizzata da una specifica esterasi.
La biodisponibilità assoluta della molecola dopo somministrazione per os è piuttosto bassa, aggirandosi intorno al 6,5%.
Dopo somministrazione orale le concentrazioni plasmatiche della molecola aumentano rapidamente e la concentrazione di picco viene raggiunta entro 30 minuti - 2 ore dopo l'assunzione. La contemporanea somministrazione di un pasto non sembra alterare la biodisponibilità di dabigatran etexilato, ma comporta un ritardo di circa 2 ore nel tempo necessario al raggiungimento della concentrazione plasmatica di picco. Il legame con le proteine plasmatiche umane è piuttosto basso, pari al 34-35%, ed indipendente dalla concentrazione.
L'emivita terminale dopo dosi multiple è stata pari a circa 12 - 14 ore, ed appare indipendente dalla dose. La stessa emivita tende ad essere prolungata nei soggetti in cui la funzionalità renale è compromessa: dagli studi si evidenzia che dopo una dose endovenosa di dabigatran radiomarcato, la radioattività era eliminata in gran parte per via renale (85% circa), mentre l'eliminazione per via fecale era stimata in circa il 6% della dose somministrata. Nell'organismo umano dabigatran viene coniugato con la formazione di composti acilglucuronidi, farmacologicamente attivi. Tuttavia la molecola è eliminata principalmente con le urine in forma immodificata.

## Usi clinici
Il farmaco inizialmente fu approvato per gli adulti nella prevenzione primaria di eventi tromboembolici in soggetti sottoposti a chirurgia sostitutiva elettiva totale di anca o di ginocchio.
A partire dall'estate 2013 l'Agenzia Italiana del Farmaco (AIFA) ha concesso la rimborsabilità al dabigatran anche per la prevenzione di ictus cerebrale ed embolia sistemica nei pazienti adulti affetti da fibrillazione atriale non valvolare ed uno o più fattori di rischio (tra cui un precedente ictus o attacco ischemico transitorio o embolia sistemica, frazione di eiezione del ventricolo sinistro inferiore al 40%, insufficienza cardiaca sintomatica (classe NYHA ≥ 2), età superiore a 65 anni associata a diabete mellito, coronaropatia o ipertensione)., ovvero INR instabile negli ultimi sei mesi con tempo trascorso in range (TTR) < 70%.
In seguito alle evidenze emerse dallo studio RE-LY, negli Stati Uniti la FDA ha autorizzato l'uso del Dabigatran solo nella dose alta (300 mg/die) nei pazienti con fibrillazione atriale non valvolare.

## Studi Clinici
L'evidenza clinica dell'efficacia di dabigatran è stata valutata nello studio RE–LY (Randomized Evaluation of Long–term anticoagulant therapy), uno studio multi-centrico, internazionale, randomizzato, a gruppi paralleli che ha confrontato due dosi del farmaco somministrato in cieco (110 mg e 150 mg due volte al giorno) rispetto a warfarin in aperto.
Nello studio RE–LY sono stati randomizzati 18.113 pazienti, con un'età media di 71,5 anni e un punteggio CHADS2 medio di 2,1. Per i pazienti randomizzati a warfarin, la percentuale media del tempo nell'intervallo terapeutico (TTR) (INR 2–3) era del 64,4 % (TTR mediano 67 %).
Il RE–LY ha dimostrato che il dabigatran, a una dose di 110 mg/bid, non è inferiore al warfarin nella prevenzione dell'ictus e dell'embolia sistemica in soggetti con fibrillazione atriale, evidenziando inoltre un rischio ridotto di emorragie intracraniche, di sanguinamenti totali e sanguinamenti maggiori. La dose di 150 mg/bid, è risultata significativamente più efficace rispetto al warfarin nel ridurre il rischio di ictus ischemico e emorragico, di morte vascolare, di emorragie intracraniche e di sanguinamenti totali. L'incidenza del sanguinamento maggiore con questa dose era comparabile al warfarin.
Tuttavia i pazienti affetti da fibrillazione atriale che già assumono warfarin con un eccellente valore di INR, non sempre vengono switchati al dabigatran.
Quando il rischio è significativo e l'INR non può essere mantenuto entro l'intervallo di riferimento, il dabigatran costituisce un'eccellente alternativa al warfarin
Dabigatran è stato inoltre studiato nell'ambito della terapia antitrombotica in pazienti affetti da fibrillazione atriale e cardiopatia ischemica, nella prevenzione e nel trattamento del tromboembolismo venoso, e in altri scenari clinici.

## Nuovi studi
Il 28.06.2012 l'american Heart Journal ha pubblicato il disegno dello studio RE-ALIGN, il primo studio clinico che si propone di valutare l'utilizzo del anticoagulante orale dabigatran etexilato in alternativa al warfarin (attuale standard di trattamento a lungo termine) per i pazienti portatori di valvole cardiache meccaniche che si devono sottoporre a una terapia anticoagulante.

## Dosi terapeutiche
- Prevenzione degli episodi di tromboembolismo venoso in soggetti sottoposti a chirurgia sostitutiva elettiva del ginocchio o dell'anca

Nell'adulto il dosaggio raccomandato di dabigatran è di 220 mg (pari a due capsule da 110 mg), una volta al giorno. Il trattamento deve iniziare per os entro 4 ore dalla fine dell'intervento con una capsula e continuare, a partire dal giorno successivo, con 2 capsule, sempre una volta al giorno. Nella chirurgia del ginocchio il trattamento prosegue per 10 giorni, mentre nel caso della chirurgia dell'anca si consiglia di continuare il trattamento per un periodo di 4-5 settimane.

## Effetti collaterali e indesiderati
| Tipi di reazioni                                                 | Comuni (>1/100, <1/10)                                                           | Non comuni (>1/1.000, <1/100) | Rare (>1/10.000, <1/1.000) | Molto rare (<1/10.000) | Frequenza non nota |
| ---------------------------------------------------------------- | -------------------------------------------------------------------------------- | --- | -------------------------- | ---------------------- | ------------------ |
| Disturbi del sangue e del sistema linfatico                      | - Anemia                                                                         | - Trombocitopenia |                            |                        |                    |
| Disturbi respiratori, toracici e mediastinici                    | - Epistassi                                                                      | - Emottisi |                            |                        |                    |
| Disturbi del sistema immunitario                                 |                                                                                  | - Ipersensibilità - Prurito - Rash cutaneo | - Orticaria                |                        | - Broncospasmo     |
| Disturbi gastrointestinali                                       | - Emorragia gastrointestinale - Dolore addominale - Diarrea - Dispepsia - Nausea | - Ulcera gastrointestinale - Gastrite - Esofagite - Malattia da reflusso gastroesofageo - Disfagia - Vomito - Emorragia rettale - Emorragia emorroidale |                            |                        |                    |
| Disturbi del sistema nervoso                                     |                                                                                  | - Emorragia intracranica |                            |                        |                    |
| Disturbi cardiaci e vascolari                                    |                                                                                  | - Ematoma - Emorragia da ferita |                            |                        |                    |
| Disturbi epatobiliari                                            | - Alterazione dei test di funzionalità epatica                                   | - Aumento dell'alanina aminotransferasi(ALT) - Aumento dell'aspartato aminotransferasi(AST) - Iperbilirubinemia                                         |                            |                        |                    |
| Disturbi della cute e del tessuto sottocutaneo                   |                                                                                  | - Emorragia cutanea |                            |                        |                    |
| Disturbi del sistema muscoloscheletrico e del tessuto connettivo |                                                                                  | - Emartrosi |                            |                        |                    |

A settembre 2013 AIFA ha emesso una nota informativa concordata con l'European Medicines Agency (EMA) in cui si sottolinea che dabigatran non necessita di monitoraggio di routine dell'attività anticoagulante, ma che, tuttavia, gli studi clinici e l'esperienza post-marketing hanno dimostrato che gli eventi di sanguinamento maggiore, e fra questi gli stessi eventi fatali, non sono limitati al solo uso degli antagonisti della vitamina K od eparine a basso peso molecolare (EBPM) ma risultano essere significativi anche per dabigatran ed i nuovi anticoagulanti orali. In base a queste "evidenze", nulla vieta di farsi controllare l'INR con l'assunzione di Dabigatran, ma l'analisi del sangue è a pagamento e non a carico del Servizio Sanitario.

## Controindicazioni
- ipersensibilità al principio attivo o ad uno qualsiasi degli eccipienti
- grave insufficienza renale (CICr<30 ml/min)
- sanguinamento attivo clinicamente significativo
- lesione organica a rischio di sanguinamento
- alterazione spontanea o farmacologica dell'emostasi
- insufficienza epatica o malattia epatica che possa avere un qualsiasi impatto sulla sopravvivenza
- trattamento concomitante con chetoconazolo ad uso sistemico
- trattamento concomitante con dronedarone (Multaq)

## Sovradosaggio
Nell'eventualità di sovradosaggio o di complicanze emorragiche è raccomandata una sospensione del trattamento con dabigatran e va studiata l'origine del sanguinamento. Dato che il farmaco è escreto principalmente per via renale, va sostenuta un'adeguata diuresi per facilitare l'eliminazione del farmaco. Trattamenti appropriati quali l'emostasi chirurgica, o la somministrazione di plasma fresco congelato o di sangue intero vanno presi in considerazione. Poiché il legame con le proteine è basso, dabigatran può essere dializzato. L'esperienza clinica che dimostri l'utilità di questo approccio negli studi clinici è limitata.

## Gravidanza e allattamento
Studi sperimentali su animali hanno messo in evidenza una tossicità riproduttiva di dabigatran la cui somministrazione può comportare una diminuzione degli impianti ed un aumento della perdita pre-impianto. Inoltre è stato osservato un calo del peso corporeo del feto, della vitalità fetale ed un aumento delle variazioni fetali nonché della stessa mortalità fetale.
Nelle donne in gravidanza il farmaco non è stato sperimentato, pertanto i rischi effettivi non possono essere esclusi. 
Ne consegue che le donne in età fertile debbono evitare un'eventuale gravidanza durante il trattamento con dabigatran etexilato.